# Velikaja sila
Velikaja sila (Великая сила) è un film del 1950 diretto da Fridrich Markovič Ėrmler.